# 古澤輝由
古澤 輝由（ふるさわ きよし、1977年 - ）は、日本のサイエンスコミュニケーター。立教大学理学部 共通教育推進室（SCOLA） 特任准教授。PICO factory Japan 代表。 一般社団法人 知識流動システム研究所 フェロー。山梨県出身。

## 概要
東京農工大学大学院農学研究科共生持続社会学専攻修了。私立高校で生物教師として教鞭を執る傍ら、音楽ライター、ミュージシャンとしても活動。また「科学」と「芸術」を繋ぐワークショップの企画、運営に関わった。2011 年 より 2 年半、青年海外協力隊としてアフリカ、マラウイ共和国に赴任。 理科教師、教育アドバイザーとして活動しつつ、有志で「実験を組み込んだ科学劇団：PICO factory」を結成。帰国後も講演やワークショップ を行う。2013 年より、日本科学未来館で科学コミュニケーターとして勤務。来館者との対話や、企画・イベント運営、海外連携に携わる。2016 年より、北海道大学 科学技術コミュニケーション教育研究部門（CoSTEP）で特任助教として勤務。近年では、イグ・ノーベル賞に着目し、「イグおじさん」と して教育番組解説や展示監修なども行っている。節操のないことが取り柄と信じ「まとまりのない経験をまとめて活かす」がモットー。

## 経歴
- 2011年 -  国際協力推進機構（JICA） 青年海外協力隊 理数科教師・マラウイ共和国
- 2014年 -  科学技術振興機構 日本科学未来館 科学コミュニケーター
- 2016年 -  北海道大学 科学技術コミュニケーション教育研究部門（CoSTEP） 博士研究員
- 2017年 -  北海道大学 科学技術コミュニケーション教育研究部門（CoSTEP） 特任助教
- 2020年 -  立教大学 理学部 共通教育推進室（SCOLA） 特任准教授

## メディア報道等

### 出演
- 2016年10月 「笑いと科学の祭典！ イグ・ノーベル賞！ 」、NHK Eテレ サイエンスZERO[8]
- 2017年11月 「奇想天外！笑って考える科学 イグ・ノーベル賞2017」、NHK Eテレ サイエンスZERO[9]
- 2018年4月　「愛すべき研究者たち 〜イグ・ノーベル賞とジキル博士〜 」、[舞台] 酒と涙とジキルとハイド[10]
- 2020年9月　「イグ・ノーベル賞2020 授賞式 日本語版公式ライブストリーミング」、ニコニコ生放送・ドワンゴ[11]
- 2020年9月　「ACTION」、TBSラジオ

### 監修
- 2018年9月 - 11月　イグ・ノーベル賞の世界展【展示テキスト監修】、助言・指導[1]

　  https://www.tokyo-dome.co.jp/aamo/event/ignobel2018.html
- 2020年9月　「イグ・ノーベル賞2020 授賞式 日本語版公式ライブストリーミング（翻訳監修）」、ニコニコ生放送・ドワンゴ[11]

　  https://live.nicovideo.jp/watch/lv327959123